# Gerlofssonska villan

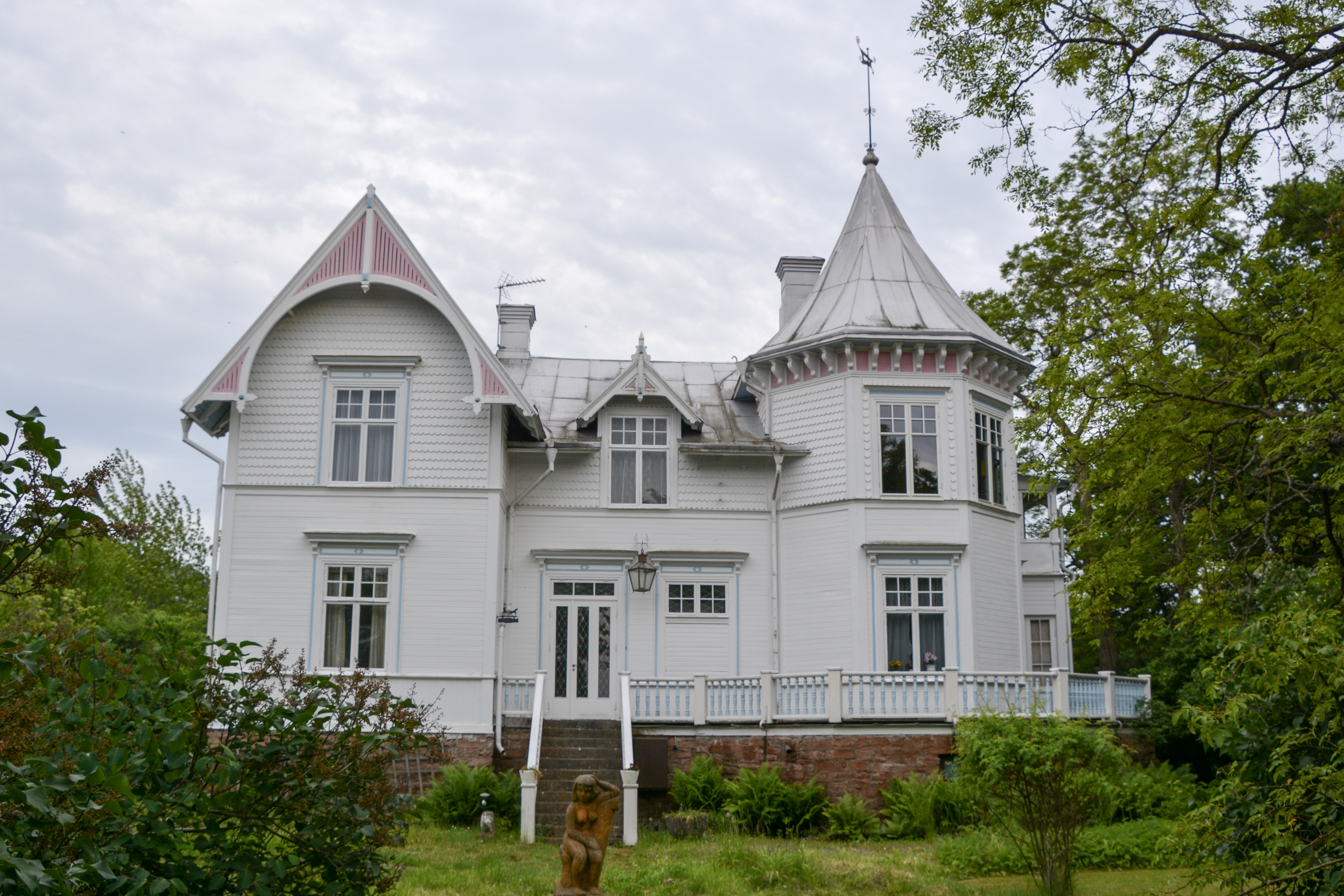
Gerlofssonska villan.

Gerlofssonska villan är en byggnad i Borgholm, uppförd 1903–1904. 
Byggnaden är en av de bäst bevarade sommarvillorna i Borgholm från sekelskiftet 1900. Den har en och en halv våning och är byggd på hög stenfot. En friliggande trappa leder till entrén. Villan är försedd med torn. Fasaderna är klädda med vitmålad pärlspontpanel och övervåningen med fjällpanel. Snickeridetaljerna håller hög kvalitet såväl invändigt som utvändigt.
Gerlofssonska villan är ett av Länsstyrelsen i Kalmar län förklarat byggnadsminne.